# 1851 في الولايات المتحدة
فيما يلي قوائم الأحداث التي وقعت خلال عام 1851 في الولايات المتحدة.

## سياسة

### تعيين في المنصب
- 1 يناير – ديفيد سيتيل ريد حاكم كارولينا الشمالية [الإنجليزية]‏.
- 1 يناير – واشنطن هنت حاكم نيويورك [الإنجليزية]‏.
- 21 يناير – وليام هنري هاريسون روس حاكم ولاية ديلاوير [الإنجليزية]‏.
- 4 مارس – روبرت ستوكتون عضو مجلس الشيوخ الأمريكي.
- 6 مايو – فيليب ألين حاكم رود آيلاند [الإنجليزية]‏.
- 5 نوفمبر – هويل كوب حاكم جورجيا [الإنجليزية]‏.
- 1 ديسمبر – هاميلتون فيش عضو مجلس الشيوخ الأمريكي.

### انتهاء فترة المنصب
- 3 مارس – ديفيد ويلموت عضو مجلس النواب الأمريكي.
- 4 مارس – توماس هارت بنتون عضو مجلس الشيوخ الأمريكي.
- 4 مارس – توماس يوينغ عضو مجلس الشيوخ الأمريكي.
- 4 مارس – جون فريمونت عضو مجلس الشيوخ الأمريكي.
- 6 مايو – هنري بوين انتوني حاكم رود آيلاند [الإنجليزية]‏.
- 23 سبتمبر – جيفيرسون ديفيس عضو مجلس الشيوخ الأمريكي.

## ظهور
- 1 يناير – سان خوسيه ميركوري نيوز
- 18 سبتمبر – نيويورك تايمز صحيفة أمريكية يومية.

## كتب
من الكتب التي صدرت هذه السنة في الولايات المتحدة:
- 1 يناير – المنزل ذو الجملونات السبعة من تأليف ناثانيال هاوثورن.

## مواليد

### يناير
- 19 يناير – دايفيد جوردن

### يونيو
- 9 يونيو – تشارلز بونابرت محامي أمريكي.

### يوليو
- 10 يوليو – صامويل ويستون
- 21 يوليو – سام باس راعي بقر من الولايات المتحدة الأمريكية.

### سبتمبر
- 13 سبتمبر – ولتر ريد عالم حشرات أمريكي.

### نوفمبر
- 18 نوفمبر – روبرت واين دبلوماسي من الولايات المتحدة الأمريكية.

### ديسمبر
- 10 ديسمبر – ملفل ديوي
- 21 ديسمبر – توماس شيبمان ماكراي سياسي أمريكي.

## وفيات

### يناير
- 10 يناير – جوزيف بايلز أنتوني (مواليد 1795) سياسي أمريكي.
- 20 يناير – صمويل وارد كينغ (مواليد 1786) سياسي أمريكي.

### مارس
- 22 مارس – إسحاق هيل (مواليد 1789) سياسي أمريكي.

### أبريل
- 25 أبريل – جوزيف ليكومبت (مواليد 1797) سياسي أمريكي.

### مايو
- 20 مايو – صموئيل كوشمان (مواليد 1783) سياسي أمريكي.

### يوليو
- 17 يوليو – روجر هيل شيف (مواليد 1763) عسكري من المملكة المتحدة.

### أغسطس
- 24 أغسطس – جيمس ماكدويل (مواليد 1795) سياسي أمريكي.

### سبتمبر
- 1 سبتمبر – جون مايرز فيلدر (مواليد 1782) سياسي أمريكي.
- 4 سبتمبر – ليفي وودبري (مواليد 1789) سياسي أمريكي.
- 14 سبتمبر – جيمس فينيمور كوبر (مواليد 1789) مؤلف أمريكي.

### ديسمبر
- 12 ديسمبر – دانيال كيلجور (مواليد 1793) سياسي أمريكي.